# Генрі Грей, 1-й герцог Саффолк
Генрі Грей, 3-й маркіз Дорсет (англ. Henry Grey, 3rd Marquess of Dorset) з 1551 року — 1-й герцог Саффолк (англ. 1st Duke of Suffolk 17 січня 1517 — 23 лютий 1554) — англійський дворянин, державний діяч при правлінні династії Тюдорів. Батько Катерини, Марії і леді Джейн Грей, відомої як «Дев'ятиденна королева».

## Біографія

### Родина та життя при дворі
Генрі Грей походив із поважного роду, що володів такими титулами, як барон Феррерс, Естлі, Бонвілл та Харрінгтон, а також був у родинних стосунках з королівською сім'єю. Його дід, Томас, 1-й маркіз Дорсет, син Єлизавети Вудвіл, був єдиноутробним братом матері Генріха VIII, Єлизавети Йоркської. Генрі Грей був старшим сином у родині Томаса Грея, 2-го маркіза Дорсета, і його другої дружини, Маргарет Уоттон. Він виріс в будинку Генрі Фіцроя, незаконнонародженого сина короля Генріха. Його навчанням займалися найкращі вчителі і наставники, завдяки яким Грей отримав блискучу освіту.
У жовтні 1530 Томас Грей помер, і його син успадкував титул маркіза Дорсета. Душоприказчиками Томаса Грея були Вільям Фіцалан, граф Арундел і Чарльз Брендон, герцог Саффолк. Згідно з волею батька, Генрі був заручений з Кетрін Фіцалан, дочкою графа Арундела, який завдяки цим заручинам отримував опікунство над Греєм. Однак Дорсет в односторонньому порядку розірвав шлюбну угоду з Кетрін Фіцалан (невідомо, добровільно чи під чиїмось тиском), внаслідок чого він мав виплатити штраф у розмірі 4 тисячі марок. Його вчинок пояснювався тим, що він мав намір зробити вигіднішу партію: взяти в дружини леді Френсіс Брендон, дочку герцога Саффолка і Марії Тюдор, сестри короля Генріха VIII, і, тим самим, зміцнити родинні узи з королівською сім'єю.
Але на той момент він ще перебував під опікою своєї матері, яка керувала володіннями Дорсета до його повноліття. Розцінивши подібне свавілля як прояв неповаги, і, побоюючись, що не впорається з такою величезною виплатою, вдова маркіза спробувала обмежити виплату грошового утримання для Дорсета . Герцог Саффолк написав маркізі лист, пропонуючи не тільки шлюбний союз між своєю дочкою і її сином, а й передачу йому прав опіки над Дорсетом і управління його майном на весь період його неповноліття. Пропозицію Саффолка підтримав сам король, і вона була змушена погодитися, але за умови, що поки Дорсет не досягне повноліття, фінансове утримання молодої пари герцог візьме на себе. Угоди за шлюбним договором були досягнуті 24 травня 1533 року. Генрі Грей і леді Френсіс Брендон обвінчалися з дозволу Генріха VIII, і незабаром Марія Тюдор з дочкою покинули Лондон, а Саффолк і Дорсет залишилися в столиці для підготовки до коронації другої дружини Генріха — Анни Болейн. Напередодні церемонії Дорсет прислужував королю під час урочистого обіду в Тауері, а потім разом зі ще декількома дворянами пройшов обряд посвячення в лицарі Лазні.
Після весілля подружжя переїхало до маєтку Брадгейт в Лестершир. Крім двох дітей, померлих в дитинстві, у них народилися три дочки: Джейн, Катерина і Марія. Як близькі родички короля, леді Френсіс і її дочки були включені в лінію спадкоємців трону Англії, згідно заповіту Генріха VIII від грудня 1546 року. Аж до смерті Генріха VIII в 1547 році Дорсет досить часто бував при дворі. Він брав участь у хрестинах принцеси Єлизавети , разом з дружиною йшов у жалобній процесії на похороні королеви Джейн Сеймур , був присутній на офіційній зустрічі короля і його четвертої дружини Анни Клевскої, двічі брав участь у церемонії відкриття парламенту, а також був у числі воєначальників у кампанії 1545 року у Франції. 1547 року під час коронації сина Генріха, Едуарда VI, Дорсет разом з Генрі, герцогом Саффолком, допомагали юному королю нести скіпетр і державу , а за два дні до церемонії, 18 лютого, маркіз Дорсет був зведений в лицарі ордена Підв'язки .

### Політика і релігія

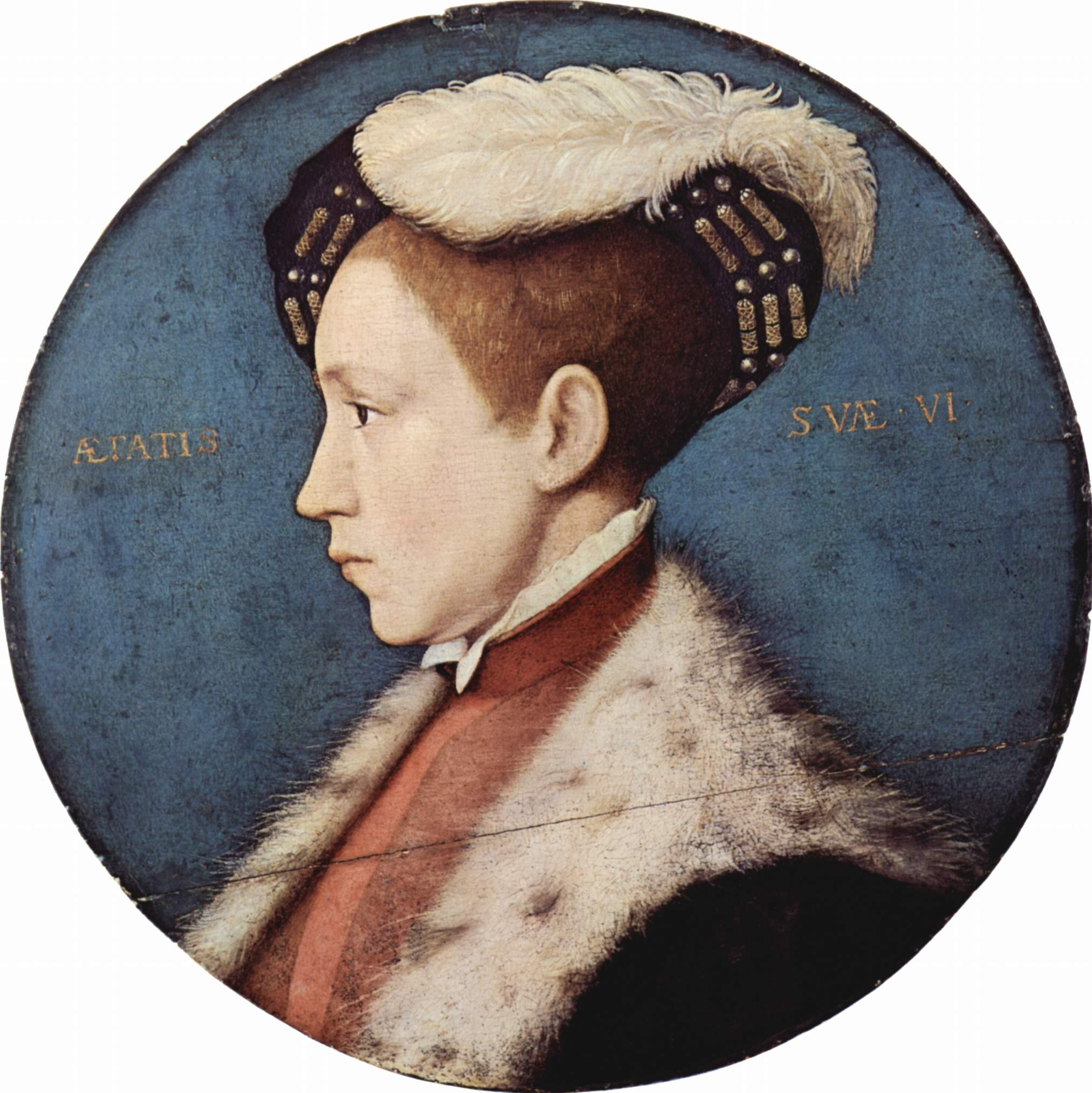
Король Едуард VI; мініатюра роботи невідомого художника, імовірно, після 1543 року

Ще наприкінці 1530-х років релігійно-політичні розбіжності розділили можновладців на три партії: затятих прихильників повернення до католицтва (вони становили меншість), прихильників реформ Генріха VIII, тобто тих, хто вітав «католицизм без папи», залишаючись по суті консерваторами, і послідовників протестантизму (або евангелизма, як цей напрям називали в Англії), яких час від часу піддавали гонінням як єретиків . Зі сходженням на трон сина Генріха, Едуарда VI, церква в Англії стала цілком реформістською. Регентська рада (шістнадцять представників, вказаних у заповіті Генріха VIII) при малолітньому королі здебільшого складалася з переконаних протестантів. Раду очолював Едуард Сеймур, який був обраний лордом-протектором королівства незадовго до коронації, одночасно з цим він отримав титул герцога Сомерсета.
Нова релігія зацікавила багатьох, в тому числі і Дорсета, який згодом уславився як найбільш радикально налаштований євангеліст  і активний просувач реформаторських нововведень . Він листувався з багатьма послідовниками протестантизму, зокрема зі швейцарським реформатором Генріхом Булінгером, який у 1551 році присвятив йому одну зі своїх праць . Крім того, дочки маркіза були виховані як протестантки , і він також ретельно стежив за їх освітою. Дорсет славився своєю любов'ю до навчання, а дорослішання Джейн, Катерини і Марії прийшлося на той період, коли ідея жіночої освіти підтримувалася і всіляко заохочувалася. Разом з дружиною вони були націлені на те, щоб їх дочки отримали можливість повною мірою розвинути свої практичні і інтелектуальні здібності на вищому рівні . Маркіз особисто наймав для них вчителів, вибираючи з тих, кому надавав заступництво. Серед них був перший наставник його старшої дочки Джейн, англіканський священник і вчений Джон Ейлмер, якому Дорсет оплатив курс навчання в Кембриджському університеті .
Саме за допомогою дочок, використовуючи їх близьку спорідненість з Тюдорами і їх статус спадкоємиць престолу, Дорсет розраховував зміцнити свій вплив на державні справи. Особливі надії були покладені на леді Джейн . Після смерті короля Генріха влада зосередилася в руках лорда-протектора Сомерсета, з яким у Дорсета були натягнуті стосунки. Нехтування Сомерсета стало помітним, коли Вільяму Парру було присвоєно титул маркіза Нортхемптона (існує думка, що це було зроблено не стільки, щоб заохотити Парра, скільки задля того, щоб зачепити Дорсета, який до цього моменту був єдиним маркізом в Англії). Щоб ще сильніше принизити Дорсета, Сомерсет не включив його до складу Таємної ради, на відміну від Нортхемптона . Однак маркіз був не єдиним, хто обурювався одноосібним правлінням Сомерсета від імені юного короля. У цьому з ним був солідарний молодший брат лорда-протектора Томас Сеймур, який звернувся до Дорсета з пропозицією посватати леді Джейн за Едуарда, заявляючи, що зможе умовити свого племінника-короля погодитися на цей шлюб . Сам Сеймур розраховував за допомогою цієї афери зменшити вплив Сомерсета на Едуарда, Дорсет ж бажав поквитатися з лордом-протектором за нанесені образи. Сподіваючись, що Сеймур в майбутньому посприяє його призначенню на вигідні посади, а Джейн згодом може стати королевою Англії, він дав згоду .
Однак менш ніж через рік Томас Сеймур був заарештований: йому ставили в провину, що він нібито мав намір вкрасти короля і принцесу Єлизавету, щоб організувати шлюб Едуарда з леді Джейн і свій власний з Єлизаветою . Його наміри визнали рівносильними державній зраді, оскільки членам королівської родини не дозволялося вступати в шлюб без дозволу монарха або Таємної ради . Дорсет був викликаний до Таємної ради для допиту, і йому вдалося відвести від себе підозри в співучасті, запропонувавши Джейн в якості нареченої для сина Сомерсета, Едуарда, графа Хартфорда . В результаті 20 березня 1549 Томас Сеймур був страчений, а через півроку позбувся влади і регент Сомерсет . Його місце зайняв Джон Дадлі, граф Уорік (пізніше герцог Нортумберленд), котрий використовував для повалення Сомерсета підтримку консерваторів. Але усунувши регента, Дадлі об'єднався з групою придворних, які ратували за реформи, і Дорсет не забарився приєднатися до його оточення. Консерваторів, що залишалися в королівському раді, вигнали, а Дорсет і його соратники маркіз Нортхемптон і граф Пембрук стали найбільш впливовими фігурами при новому регенті Дадлі . У грудні 1549 року маркіз Дорсет став членом Таємної ради, отримав ще кілька вигідних посад (він був призначений королівським стюардом і констеблем замку Лестер), а також володіння в Лестерширі, Ратленді, Уорікшірі, Ноттингемширі і герцогстві Ланкастерському. Більш того, тепер він входив в коло наближених короля і міг спілкуватися з ним без посередників . 1551 року після смерті братів леді Френсіс — Генрі і Чарльза — через відсутність спадкоємців чоловічої статі титул герцога Саффолка був переданий Генрі Грею.

### Боротьба за владу і опала
Докладніше: Криза престолонаслідування 1553 року в Англії

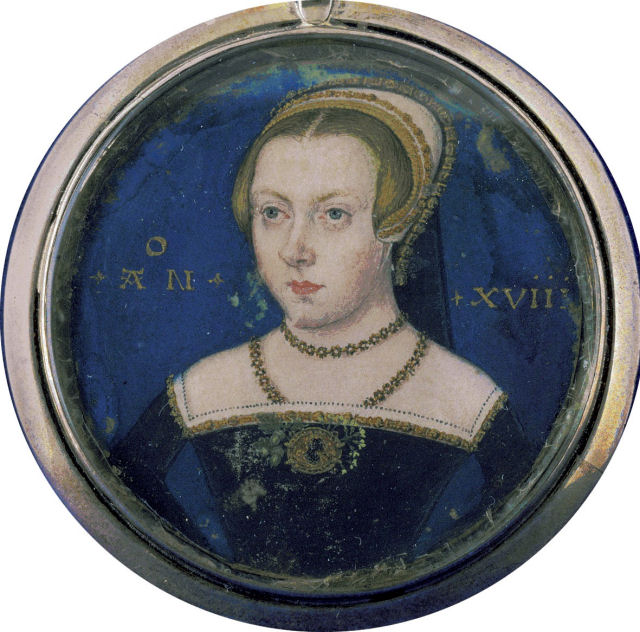
Портрет леді Джейн Грей; мініатюра роботи Левіни Теерлінк, близько 1550 року

Для зміцнення союзницьких зв'язків герцог Нортумберленд висунув пропозицію про шлюбний альянс між дітьми своїх прихильників. Саффолк не висловлював нічого певного щодо передбачуваних заручин Джейн з Хартфордом, а після страти Сомерсета в 1552 році Хартфорд був позбавлений титулів і стану, і його кандидатура вже не розглядалася. Саффолк же вважав, що тепер у нього досить впливу, щоб самостійно влаштувати шлюб Джейн з королем . Але на початку 1553 король тяжко захворів, і хоча час від часу його стан поліпшувався, він почав складати заповіт. Наступною в черзі на трон за умовами Акту про спадкування престолу від 1543 року і заповіту Генріха VIII була леді Марія, яка мріяла відродити католицизм в Англії, чого так побоювалися Дадлі і його прихильники . Своєю чергою Едуард підготував власний проєкт про престолонаслідування: він виключив з лінії спадкоємства і Марію, і Єлизавету, а також претендентів від дому Стюартів, позначивши як спадкоємців синів, які могли народитися у Френсіс Грей, її дочок або їх родички Маргарет Кліффорд. Якщо ж він помре до появи на світло цих гіпотетичних синів, то Френсіс призначалася правителькою до того часу, поки не буде народжений хлопчик . І все ж це було ненадійним рішенням в плані наступності: із зазначених спадкоємиць тільки Френсіс Грей була заміжня, але стан її здоров'я не дозволяв сподіватися, що вона зможе народити дитину .
Тоді, щоб перешкодити приходу до влади Марії і зберегти свій вплив і могутність, Нортумберленд розпочав організовувати шлюбні альянси. Він запропонував подружжю Грей видати Джейн заміж за його молодшого сина, Гілфорда, переконавши їх, що це побажання походило від самого короля . Весілля Джейн і Гілфорда відбулася 21 травня 1553 року , а вже 28 травня, на думку лікарів, не залишалося ніяких сумнівів в швидкій смерті короля. Едуард тим часом вносив останні поправки в заповіт, окремо відзначивши, що в разі відсутності синів у Френсіс до його смерті, трон перейде до леді Джейн Грей і її спадкоємця чоловічої статі. Позаяк Френсіс не була вагітна і у неї не було синів, для неї фактично виключалася можливість стати правителькою або взагалі претендувати на престол, який у цьому випадку переходив до Джейн. Саффолк був обурений тим, що його дружина опинилася поза лінії спадкоємства, підозрюючи, що Нортумберленд намір правити від імені Гілфорда. Однак тепер, втративши контроль над ситуацією, він уже не міг протистояти Нортумберленду .
Едуард VI помер 6 липня, і через два дні Нортумберленд оголосив Джейн, що покійний король назвав спадкоємицею її та її сестер . Ввечері 10 липня Джейн Грей була офіційно проголошена королевою, і разом з Гілфордом вона перебралася в Тауер готуватися до коронації, проте новини про це були сприйняті народом без найменшої радості . Марія, яка перебувала в той час в Норфолку, заявила про свої законні права на трон і рушила до Лондону, по дорозі збираючи армію зі своїх прихильників . Спочатку Джейн збиралася відправити свого батька на чолі армії, щоб перехопити Марію (згідно з іншими джерелами, вона навпаки наполягала, щоб він залишився з нею ), проте Саффолк з деяких пір нездужав, можливо через надмірні хвилювання і занепокоєння, і 14 липень Нортумберленд сам очолив військо, щоб затримати принцесу. Генрі Грей з дочкою і зятем залишалися в лондонському Тауері, навколо якого Джейн наказала виставити охорону .
За відсутності Нортумберленд, коли стали надходити звістки про те, що сили Марії ростуть, деякі з членів королівської ради, серед яких були граф Пембрук і граф Арундел, прийняли рішення перейти на бік принцеси. 18 липня Нортумберленд був оголошений поза законом, а 19 липня радники проголосили Марію королевою Англії . Коли солдати прибули в Тауер, Саффолк вже знав, що справа його дочки програна, і наказав своїм людям скласти зброю. Він погодився покинути Тауер і підписати документ, який проголошував королевою Марію. Потім він повідомив Джейн, що її правління закінчилося, і незабаром разом з Френсіс поїхав в замок Бейнард, щоб спробувати переконати Пембрука покласти провину за відсторонення Марії від престолу на Нортумберленда. Трохи пізніше, в той же день, Джейн, Гілфорд і герцогиня Нортумберленд, що залишалися в Тауері, були заарештовані .
Нортумберленд, отримавши звістки про переворот на користь Марії, здався, і незадовго до урочистого в'їзду нової королеви в Лондон, 25 липня, він разом зі своїми синами Амброузом і Генрі був доставлений в Тауер, де 27 липня до них приєднався і Саффолк. Однак уже через кілька днів Саффолк отримав прощення нової королеви, завдяки турботам дружини. На аудієнції з Марією в Б'юлі, графство Ессекс, Френсіс домоглася помилування для чоловіка, оголосивши Нортумберленда призвідником всього, що сталося. Проте Джейн як і раніше залишалася в ув'язненні, а Саффолк пробув в Тауері ще два тижні, бо через хворобу він не міг пересуватися . Суд над Нортумберлендом був коротким, він був визнаний винним у державній зраді, засуджений до смерті і 22 серпня страчений на Тауер-Хілл .

### Повстання Уайатта і страта Генрі Грея

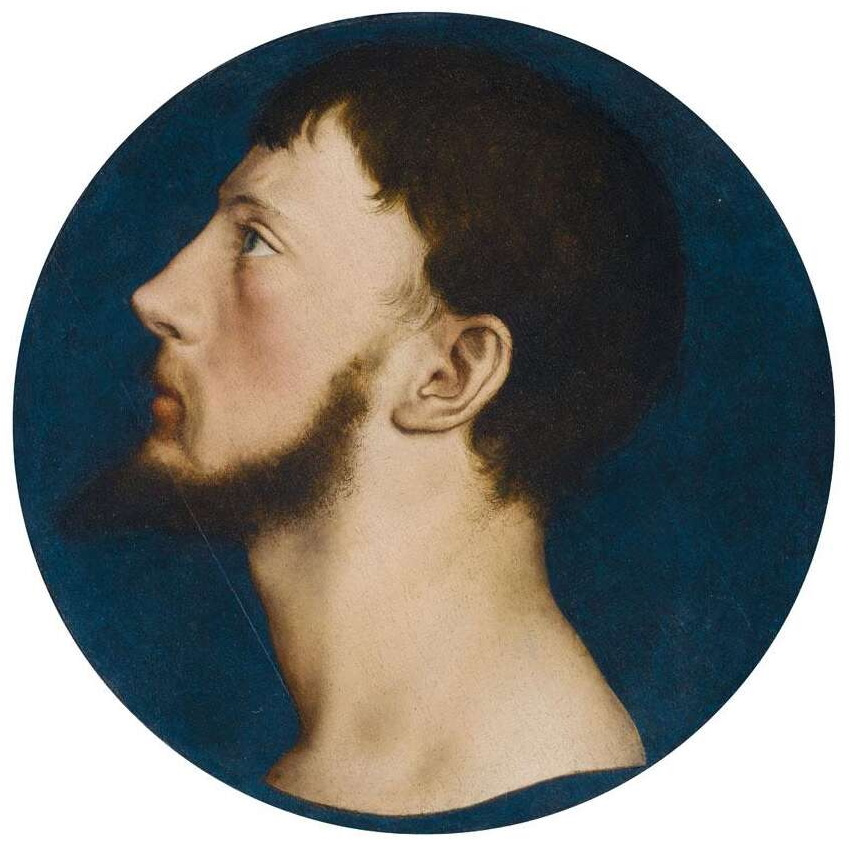
Сер Томас Уайатт-молодший; портрет роботи Ганса Гольбейна-молодшого, близько 1540—1542 років

Ставши королевою і утвердившись на троні, Марія розпочала відновлювати католицизм в королівстві і одночасно з цим перейнялася питанням про свій шлюб. В обох випадках вона покладалася на поради імперського посланника Симона Ренара. За його рекомендацією вона проявляла обережність, і спочатку проведені нею перетворення були досить помірними і поступовими . Але вже на початку листопада парламент анулював всі релігійні законодавчі ініціативи, прийняті при Едуарді VI, просуванню яких Саффолк раніше сприяв. Він був серед небагатьох, хто намагався запобігти цьому, однак через що почався 13 листопада судового процесу над Джейн Саффолк призупинив свої нападки. Сподіваючись, що Марія помилує його дочку, він скористався можливістю відкрито заявити про вічну відданость королеві і сказав, що їй слід вийти заміж за кого вона зволить, навіть якщо вибір її упав, як ходили чутки, на принца Філіпа Іспанського, сина імператора Карла V Габсбурга. Ймовірно, Саффолк вважав, що Марія передумає щодо іспанського шлюбу внаслідок петиції, поданої їй на розгляд 16 листопада. Під петицією стояли підписи як католиків, так і протестантів, які просили її вибрати собі чоловіка серед підданих королівства. Але в ході таємної аудієнції з Ренаром Марія вирішила прийняти пропозицію принца Філіпа .
Наприкінці 1553 року було оголошено про заручини з принцом Філіпом Іспанським. Ця подія викликала масу протестів через побоювання, що Англія за допомогою цього шлюбу буде поглинена католицькою імперією Габсбургів. Результатом цих подій стала підготовка до змови в січні 1554 року метою якого було повалення королеви Марії, місце якої на троні мала зайняти принцеса Єлизавета і її майбутній чоловік Едвард Куртене, 1-ий граф Девону, один з численних претендентів на англійський трон по праву спорідненості з Плантагенетами і Йорками . Кандидатура Джейн Грей як претендентки на корону не розглядалася, і Саффолк, приєднавшись до змовників, керувався швидше релігійними принципами, ніж особистими амбіціями . Змовники планували підняти бунт одночасно в декількох графствах: Джеймс Крофт — в Херефордширі, Пітер Кер'ю — на заході королівства, сер Томас Уайатт-молодший — в Кенті . Коли новини досягли Саффолк, яка на той час в Сурреї, він поспішив в Лестершир, маючи намір зібрати загін і приєднатися до Уайатта на підступах до Лондону. Пізніше йому ставилося в провину те, що по дорозі до столиці він закликав народ присягнути на вірність королеві Джейн, проте весь його протест полягав в неприйнятті майбутньому весілля Марії і Філіпа. Попри активні дії, бунтівники не зустріли загальної підтримки, бо їх плани стали відомі королеві від Едварда Куртене і були вжиті необхідні заходи. Королева оголосила, що дарує помилування кожному, хто покине табір Уайатта і повернеться додому . На початку лютого 1554 року повстання було придушене, Уайатт і його поплічники були схоплені.
Саффолк і його молодший брат Джон спробували сховатися в одному з маєтків в Ворикширі, однак керуючий їх видав. Вони були заарештовані і доставлені в Лондон, де їх негайно відправили до Тауеру. Через п'ять днів після страти Джейн і Гілфорда, 17 лютого 1554 року, в Вестмінстер-холі відбувся суд над Генрі Греєм, герцогом Саффолком: його звинувачували в державній зраді за те, що він почав заколот в Лестерширі із закликом протестувати проти в'їзду в Англію принца Філіпа іспанського, а також за те, що намагався скинути королеву. Всі звинувачення Саффолк відкинув і заявив, що для пера Англії не є зрадою захист його країни від іноземців. Однак судді визнали його винним, він був позбавлений всіх прав і засуджений до смертної кари. Його майно відійшло у власність корони. Прихильники Саффолка мали надії на те, що королева помилує його, проте 22 лютого стало відомо, що страта відбудеться наступного дня. У спробі врятувати душу Саффолка і звернути його в католицтво, Марія надіслала до нього двох особистих капеланів, але вони нічого не добилися. Останні години Саффолк провів за читанням праць Генріха Булінгера .
Вранці 23 лютого 1554 року герцога Саффолка вивели на Тауер-Хілл в супроводі одного з капеланів королеви, Х'ю Вестона. Перед початком ритуалів, що передують страті, Уестон прочитав проповідь, розкритикувавши релігійні погляди Саффолка. Приречений на смерть герцог був такий злий, що коли Уестон став підніматися по сходах на ешафот слідом за ним, він розвернувся і відштовхнув священика. Уестон вхопився за нього, і обидва впали до підніжжя ешафоту. Уестон запобіг бійці, прокричавши що він тут з волі королеви Марії. Саффолк відпустив його, і заспокоївшись, виголосив промову, в якій визнав, що образив королеву і порушив закон. Потім він запитав у Уестона, чи пробачила його королева. Той відповів ствердно, додавши, що королева молиться за герцога. Тоді, вставши на коліна, Саффолк демонстративно проявив свою прихильність протестантській вірі, прочитавши англійською мовою псалом In te Domine, speravi. Потім він зняв капелюха і дублет, останній раз помолився і був обезголовлений .

## Образ в кінематографі та літературі
- У британському фільмі 1936 року «Троянда Тюдорів[en]» роль Генрі Грея виконав Майлз Маллесон.
- В історичній драмі 1986 року «Леді Джейн» в ролі Генрі Грея — Патрік Стюарт.
- Генрі Грей — персонаж історичних романів Алісон Уїр «Трон і плаха леді Джейн» (в оригіналі — Innocent Traitor) і «Небезпечна спадщина» (англ. Dangerous Inheritance: A Novel of Tudor Rivals and the Secret of the Tower of the Tower).
- Він також є одним з героїв історичного роману Філіппи Грегорі «Остання з роду Тюдор» (англ. The Last Tudor).